# 张文 (1940年)
张文（1940年—2023年12月31日），中华人民共和国官员，中国共产党党员。他曾任密云县县长，任上因2004年北京密云灯会踩踏事故而辞职，后被重新起用，在北京经济技术开发区任职。
张文早年经历不详。他曾任密云县副县长、中共密云县委常委、副书记。
2002年6月，他出任密云县代县长。同年11月，被选为密云县县长。2004年2月5日，密云县密虹公园彩虹桥发生踩踏事故，37人丧生，另有37人受伤。事故之后，张文在4月辞去了县长职务，中共北京市委免去了其中共密云县委委员、常委、副书记职务。
“在家思过”一段时间之后，
张文被重新起用。2004年10月26日，张文出任北京经济技术开发区管委会助理巡视员。2006年4月19日，张文改任中共北京市委经济技术开发区工委副书记。同年4月25日，上级免去了他的助理巡视员职务。2011年2月9日，中共北京市委免去张文的开发区工委副书记职务，改而任命其为正局级开发区工委委员。